# Каспэ, Святослав Игоревич
Святосла́в И́горевич Каспэ́ (род. 2 сентября 1968, Москва) — российский политолог, преподаватель. Доцент (1999—2006) и профессор (2006—н. в.) Высшей школы экономики. Главный редактор журнала политической философии и социологии политики «Полития». Доктор политических наук.

## Образование
В 1992 году окончил исторический факультет Московского педагогического государственного университета им. В. И. Ленина по специальности «История» с квалификацией «Учитель истории». 26 мая 1999 года получил ученую степень кандидата политических наук, защитив диссертацию на тему «Имперская политическая культура и модернизация в России: ретроспективный анализ и современная ситуация». В 2009 году стал доктором политических наук, защитив в МГИМО в качестве диссертации опубликованную годом ранее свою монографию под названием «Центры и иерархии: пространственные метафоры власти и западная политическая форма».

## Научная и преподавательская деятельность
В 1990—2002 годах был учителем истории в московской 57-й школе. С 1992 по 1995 год — научный сотрудник Института национальных проблем образования РАО, с 1995 по 1998 год — заместитель директора по научной работе Института развития регионального образования. Грантополучатель Московского общественного научного фонда и Фонда Форда. С 1996 по 2000 год читал курсы по социологии и политологии в Московской международной высшей школе бизнеса «МИРБИС», в 1997—1999 преподавал политологию в Государственном университете гуманитарных наук. 
С 1999 года — доцент, с 2006 — профессор Факультета прикладной политологии Высшей школы экономики (в 2014 году факультет реорганизован в Департамент политической науки Факультета социальных наук, в 2019 — в Департамент политики и управления Факультета социальных наук), преподавал такие курсы, как «Сравнительная политология», «Политика и религия», «Политические партии в сравнительной перспективе», «Политическое письмо» и другие.
Заместитель директора — руководитель научно-аналитического центра «Полития», Фонда «Российский общественно-политический центр» (РОПЦ). Главный редактор журнала политической философии и социологии политики «Полития», научный секретарь и ведущий семинара «Полития».
Научные интересы: имперские политические системы, политическая модернизация незападных обществ, этнополитика, методология политической науки федерализм; этнополитика; электоральные процессы.

## Публикации

### Книги
- Империя и модернизация: общая модель и российская специфика. — М.: РОССПЭН, 2001.
- Центры и иерархии: пространственные метафоры власти и западная политическая форма. — М.: Московская школа политических исследований, 2008.
- Политическая теология и nation-building: общие положения, российский случай. — М.: РОССПЭН, 2012.
- Политическая форма и политическое зло. — М.: Школа гражданского просвещения, 2016.

### Избранные статьи
- Новый Свет. Опыт социального конструирования // Средневековая Европа глазами современников и историков. Ч. 4. — М.: Интерпракс, 1994.
- Российская цивилизация и идеи А.Дж. Тойнби // Свободная мысль. — 1995. — № 2.
- Империи: генезис, структура, функции // Полис. — 1997. — № 5.
- Имперская политическая культура в условиях модернизации // Полития. — 1998. — № 3.
- Демократические шансы и этнополитические риски в современной России // Полис. — 1999. — № 2.
- Граждане-электорат-фракции: преобразования политических мнений на выборах в Государственную Думу Российской Федерации в 1993, 1995 и 1999 гг. // Полития. — 1999. — № 4. (В соавторстве).
- Советская империя как виртуальная реальность // Россия и современный мир. — 2000. — № 1.
- Парламентская кампания 1999 г. и электоральная социология // Полития. — 2000. — № 1. (В соавторстве).
- Административные и информационные ресурсы в контексте выборов-99 // Полития. — 2000. — № 2. (В соавторстве).
- Конструировать федерацию: Renovatio Imperii как метод социальной инженерии // Полис. — 2000. — № 5. (Исправленная и дополненная версия работы опубликована в: Пространство власти. Исторический опыт России и вызовы современности. — М.: МОНФ, 2001.)
- Измерения свободы: парламентский электоральный процесс в постсоветской России // Полития. — 2000. — № 3. (В соавторстве).
- Центр и вертикаль: политическая природа путинского президентства // Полития. — 2001. — № 4.
- Этнополитические стереотипы и дефектность российского федерализма // Россия. Политические вызовы XXI в. Второй всероссийский конгресс политологов. — М.: РОССПЭН, 2002.
- Империя под ударом. Конец дебатов о политике и культуре // Полития. — 2003. — № 1.
- Поляризованность электоральных предпочтений в России. Опыт выборов в Государственную Думу РФ в 1993—2003 гг. // Полития. — 2004. — № 2. (В соавторстве).
- Империя как руина и строительный материал: «nation-building» в современной России // Империи и современный мир. — М.: ИНИОН, 2004.
- Апология центра: о забытом методологическом ресурсе политической науки // Полис. — 2005. — № 1.
- Imperium jako ruina i materiał budowlany // Europa. — 2004. — № 32 (Warszawa).
- Анализ электоральных предпочтений в России в 1993—2003 г.: динамика индекса поляризованности // Экономический журнал Высшей школы экономики. — 2005. — Т. 9. — № 2. (В соавторстве).
- Поляризованность электоральных предпочтений в России. Опыт выборов в Государственную думу Российской Федерации в 1993—2003 гг. Препринт WP7/2005/02. — М.: ГУ — ВШЭ, 2005. (В соавторстве).
- Суррогат империи: о природе и происхождении федеративной политической формы // Полис. — 2005. — № 4.
- Спроси у Бутенопа // Русский журнал. — 20.05.2005
- Размышления у входа в империю // Эксперт. — 2005. — № 39.
- Империя как руина и строительный материал: «nation-building» в современной России // Nowak A. (ed.). Rosja i Europa Wschodnia: «imperiologija» stosowana / Russia and Eastern Europe: applied «imperiology» — Krakow: Arcana, 2006. — P.60-75.
- Imperial Political Culture and Modernization in the Second Half of the Nineteenth Century // Burbank J., von Hagen M. (eds.) Russian Empire: Space, People, Power, 1700—1930 — Bloomington: Indiana University Press — forthcoming.
- Иезуитов, государство в Парагвае // Российская Католическая энциклопедия. Т. 2. — М.: Изд-во Францисканцев, 2006.
- Рецензия на книгу «А. Миллер. Империя Романовых и национализм» // Pro et Contra. — 2006. — № 4 — С. 102—108.